# SALDI
In spettrometria di massa, la tecnica SALDI (dall'inglese Surface-Assisted Laser Desorption/Ionization), è una variante della tecnica MALDI in cui la matrice è liquida con un particolato.
Come nel MALDI, il desorbimento e la ionizzazione del campione sono causati da un laser.